# Событийный туризм
Событийный туризм — это вид туризма, поездки при котором приурочены к каким-либо событиям. События могут относиться к сфере культуры, спорта, бизнеса и т. д.

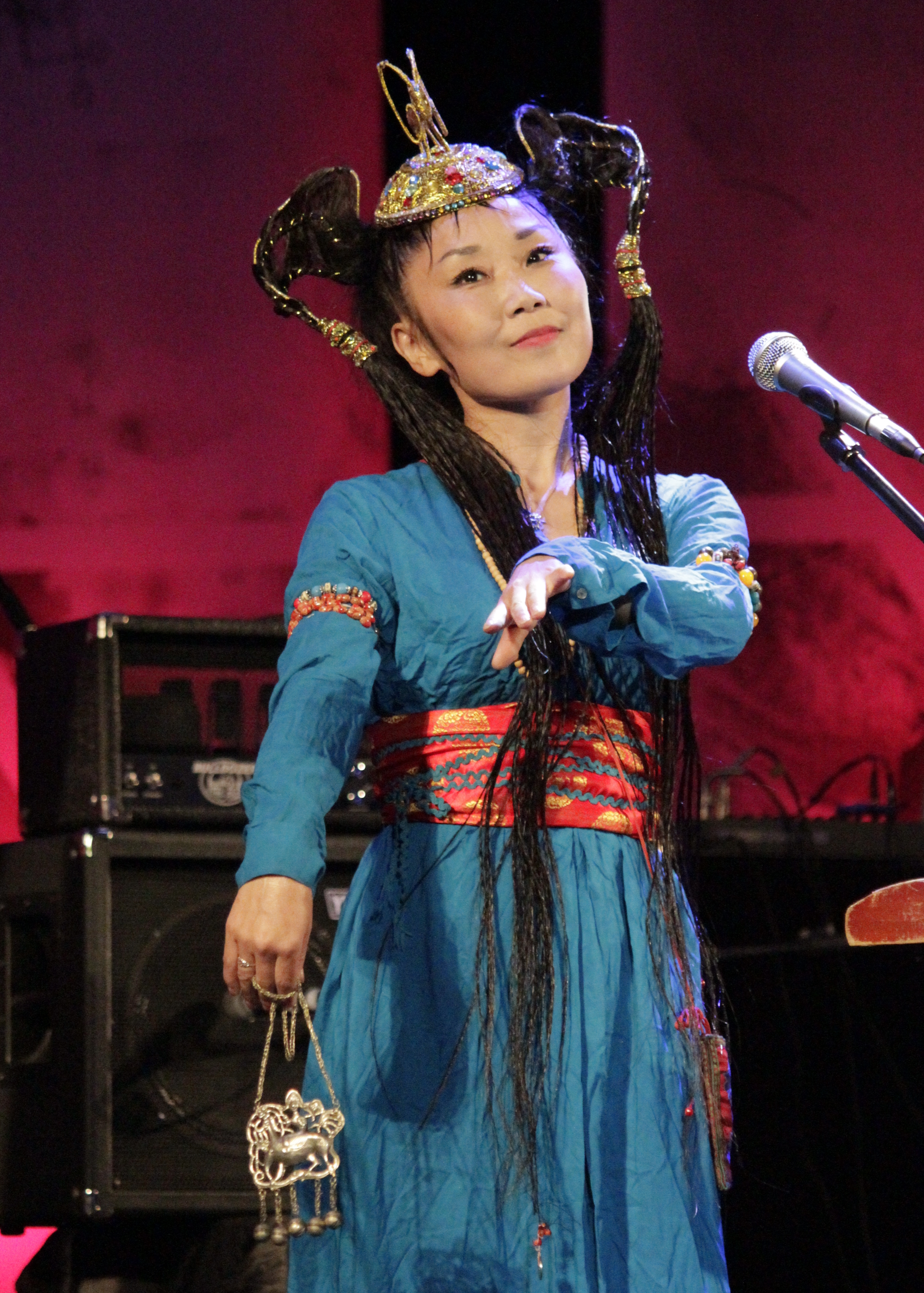
Фестиваль этнической музыки «Голос кочевников» в Бурятии

Примеры событий, вызывающих всплеск событийного туризма: Олимпиады, чемпионаты мира по футболу, рок-фестивали, кинофестивали, карнавалы, экономические форумы, авиасалоны.
Бабкин А. В., автор книги «Специальные виды туризма» выделяет в событийном туризме следующие тематические виды:
1. национальные фестивали и праздники,
2. театрализованные шоу,
3. фестивали кино и театра,
4. гастрономические фестивали,
5. фестивали и выставки цветов,
6. модные показы,
7. аукционы,
8. фестивали музыки и музыкальные конкурсы,
9. спортивные события.

Ряд экспертов полагает, что в недалеком будущем число участников событийных туров превысит число участников экскурсионных туров.